# Gmina Sveti Tomaž
Sveti Tomaž – gmina w Słowenii. W 2002 roku liczyła 2209 mieszkańców.

## Miejscowości
Miejscowości wchodzące w skład gminy Sveti Tomaž:

- Bratonečice,
- Gornji Ključarovci,
- Gradišče pri Ormožu,
- Hranjigovci,
- Koračice,
- Mala vas pri Ormožu,
- Mezgovci,
- Pršetinci,
- Rakovci,
- Rucmanci,
- Savci,
- Sejanci,
- Senčak,
- Senik,
- Sveti Tomaž – siedziba gminy,
- Trnovci in Zagorje.